# Transport activ

Activitatea pompelor de sodiu-potasiu este un exemplu de transport activ primar.

Transportul activ reprezintă mișcarea moleculelor prin peretele celular în direcția inversă gradientului de concentrație. Spre deosebire de transportul pasiv, care se folosește de energia cinetică și de entropia moleculelor în mișcare în sensul gradientului, transportul activ se folosește de energia celulară pentru a le mișca împotriva gradientului. Transportul activ poate fi primar sau secundar, în funcție de sursa de energie folosită. 
Transportul activ primar folosește energie provenita direct din degradarea ATP-ului. Moleculele ce o furnizează se numesc pompe, spre exemplu: pompa de Ca.

Transportul activ secundar   folosește energie provenita indirect din degradarea ATP-ului, prin transport de energie. Un exemplu este pompa de Na/K, care introduce Na activ și expulzează K pasiv in raport de Na/K=3/2.